# 드래곤나이트4
드래곤나이트4(Dragon Knight 4, ドラゴンナイト４)는 엘프에서 개발한 에로틱 롤플레잉 비디오 게임으로, 1994년부터 1997년 사이에 여러 플랫폼용으로 일본에서만 출시되었다. 1994년에 이 게임은 처음으로 PC MS-DOS, NEC PC-용으로 출시되었다. 9801 및 X68000, 검열 버전은 1996년 슈퍼 패미컴으로 이식되었고 이후 1997년 PC-FX, 플레이스테이션 (콘솔) 및 세가 새턴으로 이식되었다. 또한 그림 소설과 애니메이션 미니시리즈에도 적용되었다.
드래곤나이트4는 드래곤나이트 시리즈의 연속이자 "Knights of Xentar"의 속편이다. 드래곤나이트4에는 이전 게임의 타케루의 아들인 카케루가 새로운 주인공으로 등장한다.

## 게임플레이
이 게임은 플레이어가 최대 8명의 추가 캐릭터를 제어할 수 있는 턴 기반 전투 시스템을 특징으로 한다. 아군과 적군은 모두 통계적으로 구별되는 클래스, 즉 검객, 궁수, 마법사로 구분되며, 각각에 적합한 특정 갑옷과 무기가 있다.

## 플롯
드래곤나이트4의 중심 캐릭터는 시리즈 초기 게임의 주인공 인 야마토 타케루와 마법사 루나의 아들 인 카케루 (카켈) (오가타 메구미 성우)이다. 처음에 플레이어는 문명을 파괴하려는 마법사 루시폰의 음모에 대해 알게 되고 루시폰을 물리치기 위해 여러 전투를 통해 카케루를 안내해야 한다.

### Anime
- Official website: D-1 and D-2
- (영어) 드래곤나이트4 (애니메이션) - 애니메 뉴스 네트워크